# Kalenberg (Drenthe)
Kalenberg is een buurtschap in de gemeente Hoogeveen. De plaats behoorde van 1811 tot 1998 tot de voormalige gemeente Ruinen. Bij de gemeentelijke herindeling van Drenthe per 1 januari 1998 is het bij de gemeente Hoogeveen gevoegd. Kalenberg ligt ten noordwesten van het dorp Fluitenberg en de stad Hoogeveen. Kalenberg omvat zeven huizen en circa twintig inwoners.
De naam van de buurtschap zou zijn afgeleid van een niet begroeide hoger gelegen rug.